# Gregor Golland

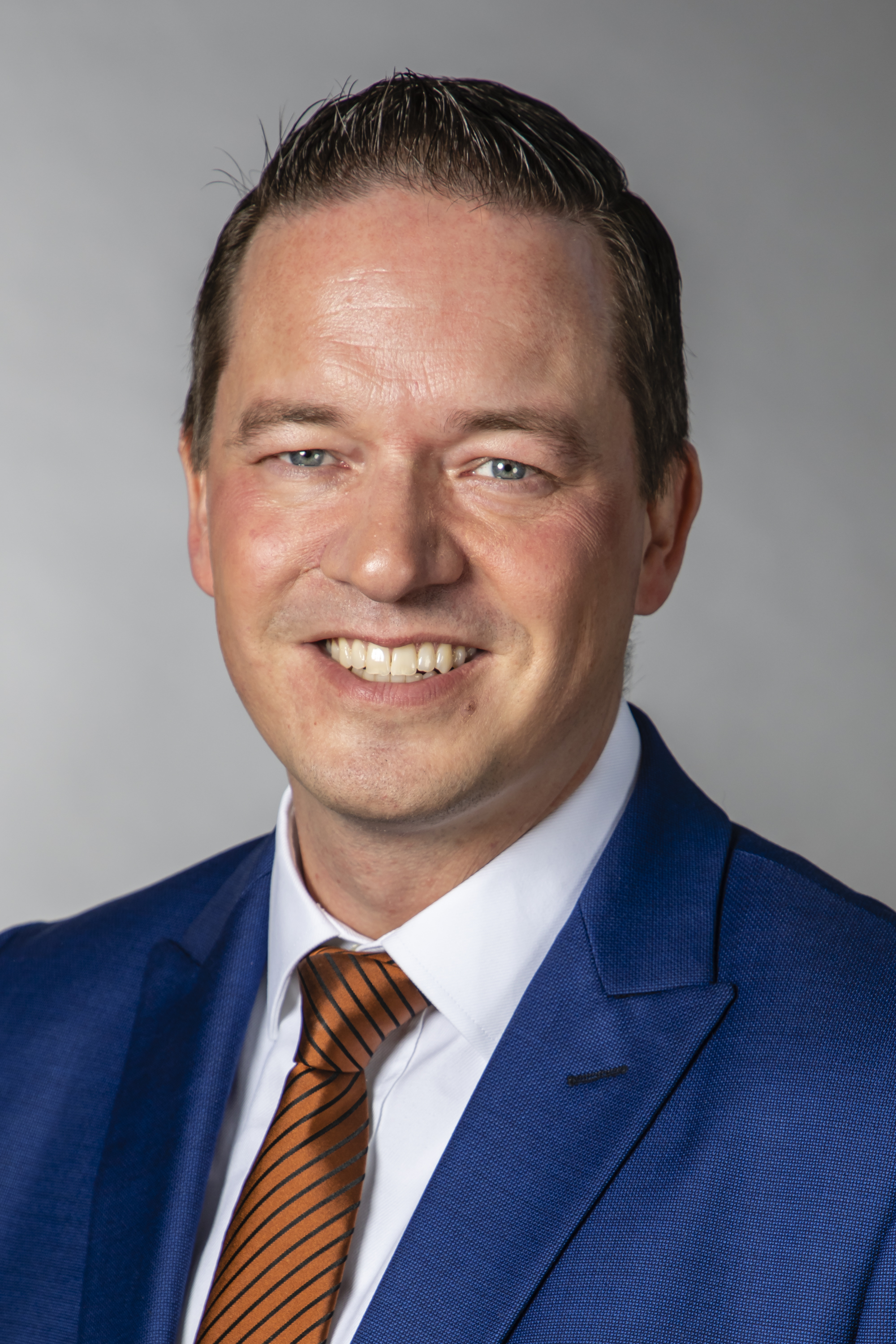
Gregor Golland (2019)

Gregor Golland (* 21. November 1974 in Brühl) ist ein deutscher Politiker (CDU). Seit 2010 ist er Mitglied des Landtags Nordrhein-Westfalen. Seit dem 11. Juli 2017 ist er stellvertretender Vorsitzender der CDU-Landtagsfraktion.

## Leben und Beruf
Gregor Golland wuchs in Brühl auf und legte 1994 sein Abitur am erzbischöflichen St.-Ursula-Gymnasium ab.
1994/95 leistete er seinen 12-monatigen Grundwehrdienst beim Jagdbombergeschwader 31 „Boelcke“. Im Anschluss schlug er die Reserveoffizierlaufbahn der Luftwaffe ein und wurde an der Offizierschule der Luftwaffe (OSLw) in Fürstenfeldbruck ausgebildet. Sein derzeitiger Dienstgrad ist Oberstleutnant der Reserve.
Von 1995 bis 1998 absolvierte er eine Ausbildung zum Industriekaufmann bei den Rheinischen Olefinwerken. Es folgte von 1998 bis 2003 ein Studium der Betriebswirtschaftslehre an der Universität zu Köln und der Indiana University Bloomington in Indiana (USA). Während des Studiums war er Stipendiat der Konrad-Adenauer-Stiftung. Nach dem Abschluss als Diplom-Kaufmann 2003 arbeitete Golland 2003/04 als Bereichsleiter bei der Firma Aldi. 2004 wurde er kaufmännischer Angestellter im Rohstoffeinkauf bei RWE in Köln. Später wechselte er zum RWE-Tochterunternehmen innogy.
Gregor Golland ist römisch-katholisch und verheiratet. Er hat einen Sohn und eine Tochter. Seit 2002 ist er Mitglied der katholischen Studentenverbindung A. V. Rheinstein Köln.

## Partei
Seit 1990 ist Golland Mitglied der CDU. 2009 wurde er zum Kreisvorsitzenden der CDU Rhein-Erft, als Nachfolger von Michael Breuer gewählt. Darüber hinaus wurde er im gleichen Jahr stellvertretender Vorsitzender des CDU-Bezirksverbandes Mittelrhein (Köln, Bonn, Rhein-Erft-Kreis, Leverkusen, Rhein-Sieg-Kreis).
2017 übergab Golland das Amt des Kreisvorsitzenden der CDU Rhein-Erft an Frank Rock.
In der Entscheidung um den Landesvorsitz der CDU Nordrhein-Westfalen 2010 positionierte sich Golland für den Kandidaten Norbert Röttgen, seinerzeit Bundesumweltminister. 2011 unterlag er parteiintern bei der Wahl zum Nachfolger Röttgens als Bezirkschef der CDU-Mittelrhein mit 60 zu 31 Stimmen seinem Mitbewerber, dem Europaabgeordneten Axel Voss.
Seit 2024 ist er Mitglied der Mittelstands- und Wirtschaftsunion (MIT).

## Tätigkeit als Abgeordneter

### Kreistag
2004 zog er erstmals direkt in den Kreistag des Rhein-Erft-Kreises ein und wurde 2009, 2014 und 2020 wiedergewählt. Seit 2014 ist er erster stellvertretender Fraktionsvorsitzender der CDU-Kreistagsfraktion. Seit dem 15. Mai 2024 ist er Fraktionsvorsitzender der CDU-Kreistagsfraktion.
Er war 2010 auch kurze Zeit Mitglied der 13. Landschaftsversammlung Rheinland. 

### Landtag
Bei der Landtagswahl 2010 in NRW gewann Golland den Landtagswahlkreis Rhein-Erft-Kreis III (Wahlkreis 7). Mit 40,2 % der Erststimmen (gegenüber 37,2 % für Helge Herrwegen von der SPD) zog er in den Landtag ein. Er ist seitdem u. a. ordentliches Mitglied im Innenausschuss. Seine Themenschwerpunkte sind die Polizei in NRW und die Bekämpfung von Kriminalität. Er war von 2010 bis 2012 stellvertretender Vorsitzender der Jungen Gruppe und von 2010 bis 2017 Beauftragter für die Bundeswehr in der CDU-Fraktion.
Bei der Landtagswahl 2012 in NRW verlor Golland die Direktkandidatur gegen Dagmar Andres im Landtagswahlkreis Rhein-Erft-Kreis III, zog aber über die Landesliste der CDU ins Parlament ein. Das Direktmandat holte er sich bei der Landtagswahl 2017 mit 37,08 % der Erststimmen zurück. Nach der Wahl wurde er Vorsitzender der Mittelrheinrunde. Diese umfasst 13 Landtagsabgeordnete aus Köln, Bonn und Leverkusen sowie dem Rhein-Erft- und dem Rhein-Sieg-Kreis. Bei der Landtagswahl 2022 wurde er im Wahlkreis 7 (Rhein-Erft-Kreis III) mit 37,1 % der Erststimmen zum dritten Mal direkt in den Landtag gewählt.
Golland ist seit der Wahl 2017 stellvertretender Vorsitzender der CDU-Landtagsfraktion mit fachlicher Zuständigkeit für Inneres, Justiz, Integration und Sport.
Golland diskutierte 2017 auf Einladung bei einer Podiumsdiskussion der Werteunion mit CDU-Mitgliedern, die sich kritisch mit der Politik von Angela Merkel auseinandersetzten. Dies begründete er wie folgt: „Sie fühlen sich nur nicht mehr so zuhause wie früher. Deswegen müssen wir mit ihnen reden. Viele denken ähnlich wie sie, trauen sich das aber nicht öffentlich zu sagen.“
Im Juli 2021 entschuldigte sich Golland dafür, dass er zusammen mit Ministerpräsident und Kanzler-Kandidat Armin Laschet, sowie Landrat Frank Rock bei der Rede von Bundespräsident Frank-Walter Steinmeier im Flutgebiet von Erftstadt lachte.
Golland setzte sich als erster Abgeordneter mit Nachdruck für die Ausstattung der nordrhein-westfälischen Polizei mit Distanz-Elektroimpuls-Geräten, auch Taser genannt, ein. Ab 2021 wurden die Geräte im Streifendienst erprobt. Ende 2021 entschied das NRW-Innenministerium, Taser in den fünf größten NRW-Polizeibehörden zur Grundausstattung hinzuzufügen. Ab 2022 kamen sukzessive weitere Behörden hinzu. Der Einsatz weiterer der Geräte wird aktuell noch evaluiert.
Nach den sexuellen Übergriffen in der Silvesternacht 2015/16 in Köln gab Golland als erster Landtagsabgeordneter ein Fernsehinterview. Er habe bereits aus internen Polizeiquellen gewusst, dass die Täter Flüchtlinge gewesen seien, und das auch benannt. Er kritisierte:
„Frau Kraft wäre tief betroffen auf der Domplatte erschienen und wahrscheinlich noch in Tränen ausgebrochen, wen das ein rechter Mob gewesen wäre. Es waren einfach die falschen Täter.“

### Nebentätigkeiten
Im Jahr 2015 meldete Golland dem Landtag ordnungsgemäß Einkünfte aus seiner Berufstätigkeit bei der RWE GBS GmbH in Stufe 9. Seine Tätigkeit als Führungskraft im Einkauf bei RWE warf damals Fragen zu möglichen Interessenkonflikten auf, besonders bezüglich der Rodung des Hambacher Forstes. 2019 gab er gegenüber dem Landtag Einkünfte aus seiner Berufstätigkeit bei der Innogy SE (vormals RWE GBS GmbH) in Stufe 10 an. 
Golland gründete im Jahr 2020 die Beratungsfirma BeFiGo GmbH.

## Sonstiges
Er war von September 2014 bis Juli 2024 Mitglied des Aufsichtsrates des Hochbegabtenzentrums Rheinland in Brühl. Seit dem 1. Juli 2024 ist er Aufsichtsratsvorsitzender der Rhein-Erft-Verkehrsgesellschaft in Bergheim und Mitglied des Verwaltungsrates der Kreissparkasse Köln. Bei der Konrad-Adenauer-Stiftung ist er überdies Mitglied in der Auswahlkommission des Begabtenförderwerkes. Seit dem 2. September 2022 ist Golland Mitglied des WDR-Rundfunkrats und hat als solches an der Wahl von Dr. Katrin Vernau zur neuen Intendantin des WDRs teilgenommen.